# Omphalotropis striatapila
Omphalotropis striatapila es una especie de molusco gasterópodo de la familia Assimineidae en el orden de los Mesogastropoda.

## Distribución geográfica
Es endémica de Palaos.   